# アヴタンディル・ダウシヴィリ
アヴタンディル・パルメニス・ゼ・ダウシヴィリ（グルジア語: ავთანდილ პარმენის ძე დაუშვილი、グルジア語ラテン翻字: Avtandil Parmenis dze Daushvili、1920年9月1日 – 1984年7月20日）は、ジョージアの工学者。地下建設の分野を専門とする。技術科学博士（1973年）、教授（1973年）、グルジアSSR名誉科学者（1984年）。
トビリシ鉄道輸送工学院の橋梁隧道学部を卒業（1947年）。1948年から1959年までトビリシ鉄道輸送工学院に勤務し、1959年から1964年までジョージア技術大学のトンネルおよびメトロ部門で働いた。1964年からは没するまで同部門長を務めた。ダウシヴィリはさまざまな目的のために、トンネルを防水するための新手法と施工法を創出した。ダウシヴィリはトンネルの恒久的な固定装置を計算するためのマトリックス法を新たに開発した。国家賞を受賞。

## 著作物
- გვირაბები, თბ., 1972;
- Гидроизоляция тоннелей, сооружаемых закрытым способом, Тб., 1971;
- Расчет тоннельных обделок в матричной форме, М., 1972.